# Wetria
Wetria es un género de plantas con flores perteneciente a la familia Euphorbiaceae. Es originario de Australia, Nueva Guinea y sudeste de Asia.

## Taxonomía
El género fue descrito por Baill. y publicado en Étude générale du groupe des Euphorbiacées 409. 1858. La especie tipo es: Wetria insignis (Steud.) Airy Shaw		

## Especies aceptadas
A continuación se brinda un listado de las especies del género Wetria aceptadas hasta octubre de 2012, ordenadas alfabéticamente. Para cada una se indica el nombre binomial seguido del autor, abreviado según las convenciones y usos.
- Wetria australiensis P.I.Forst.
- Wetria insignis (Steud.) Airy Shaw